# Papilio fuscus
Papilio fuscus är en fjärilsart som beskrevs av Johann August Ephraim Goeze 1779. Papilio fuscus ingår i släktet Papilio och familjen riddarfjärilar. Inga underarter finns listade i Catalogue of Life.

## Bildgalleri

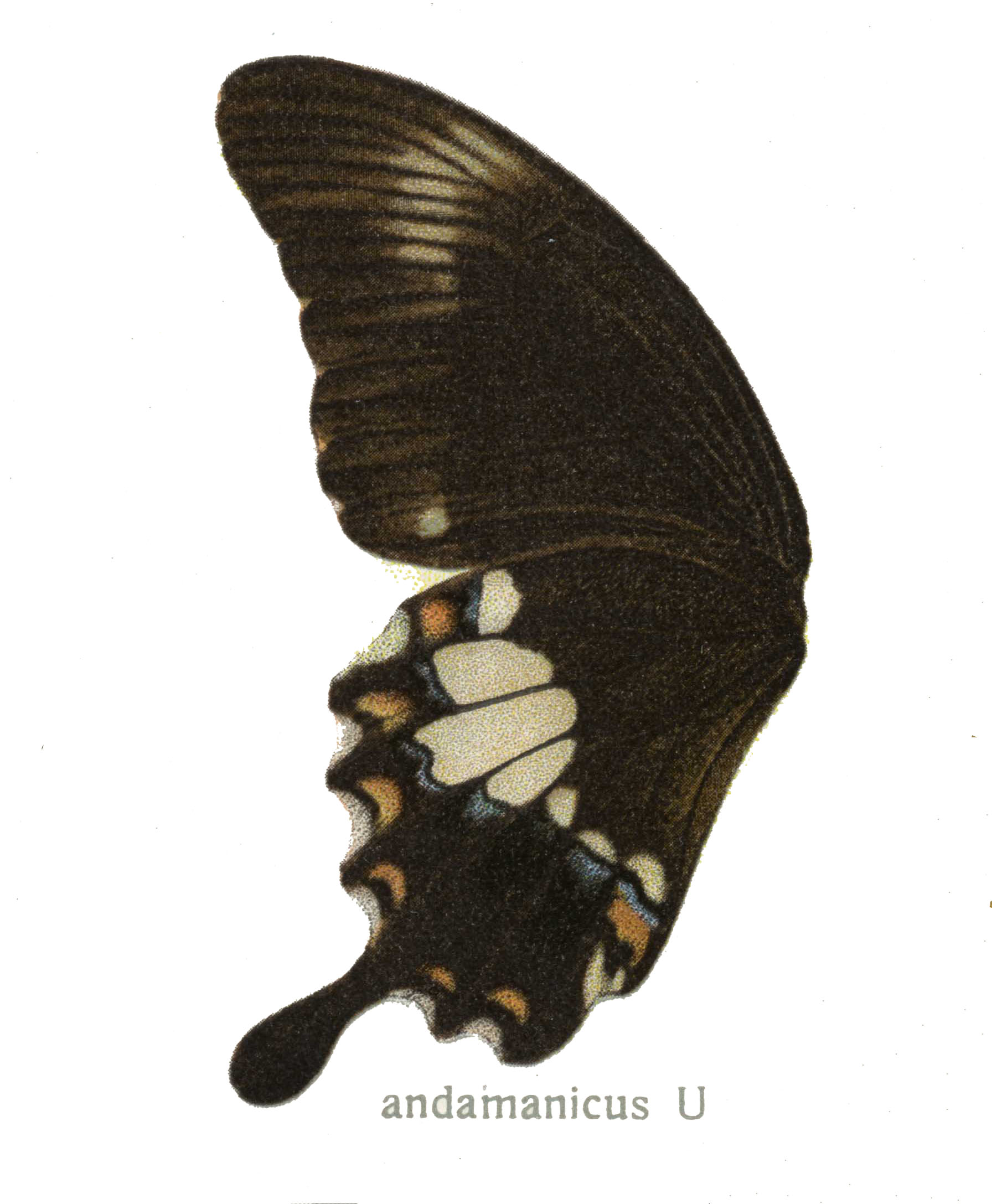
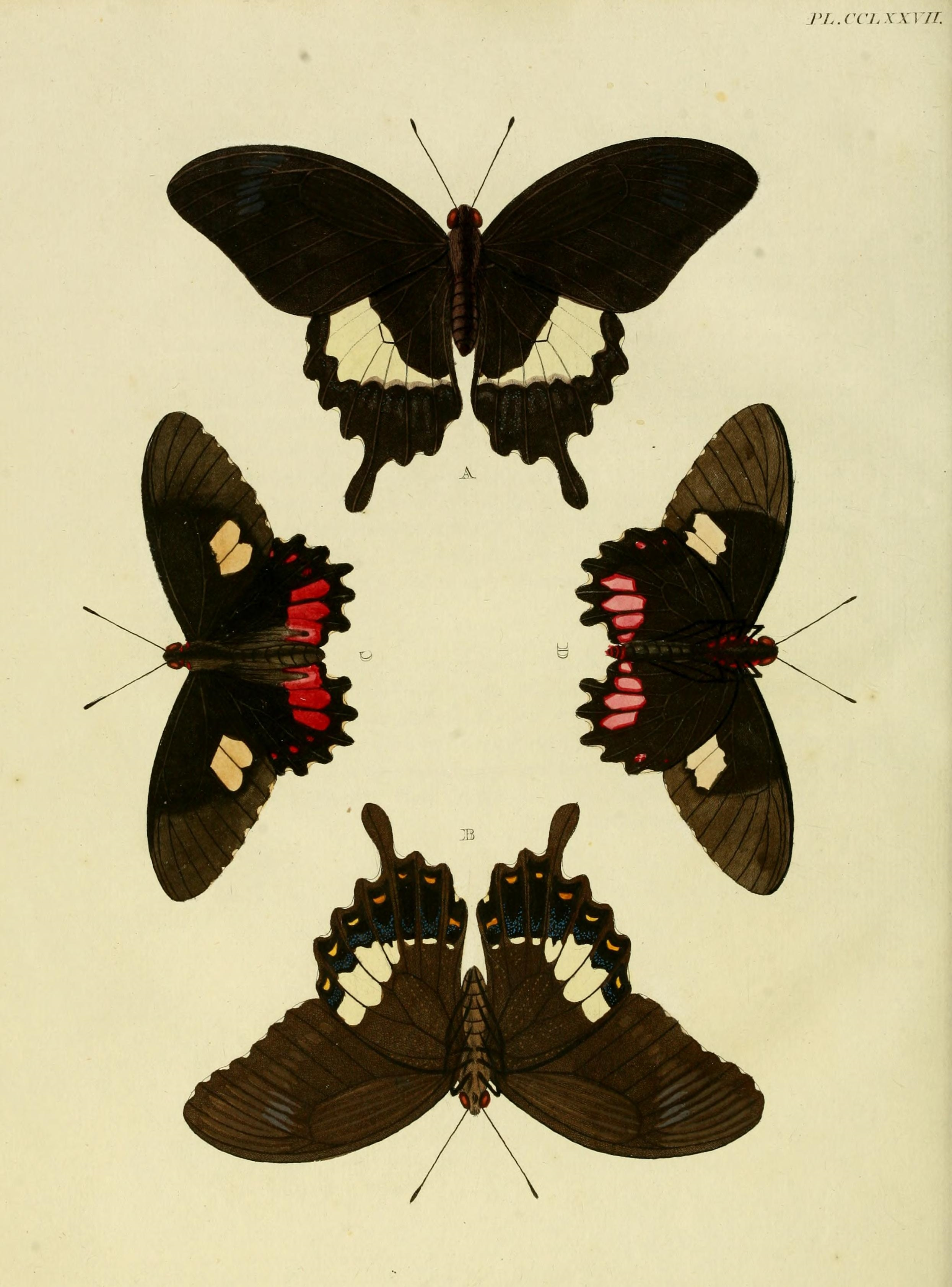
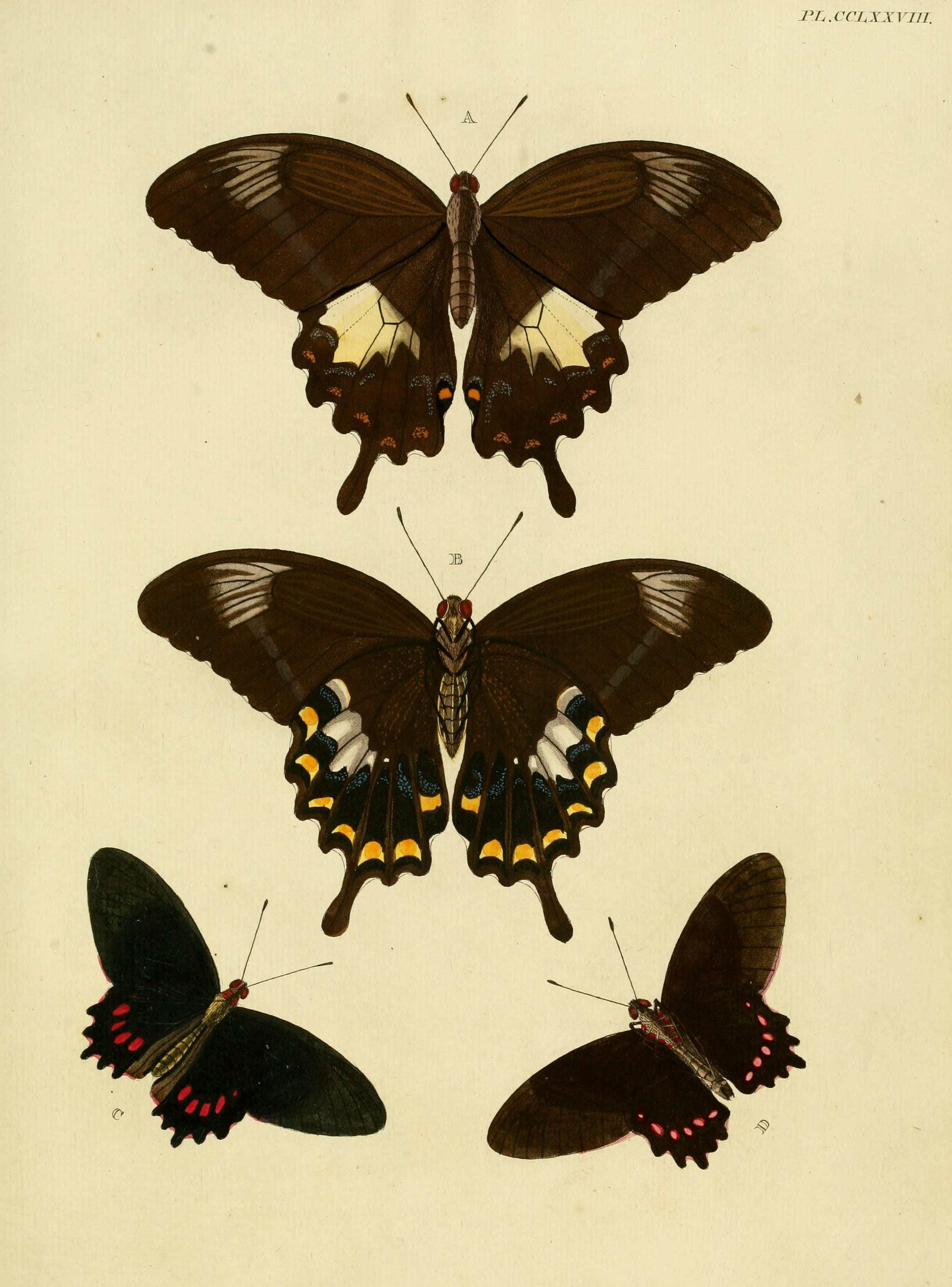
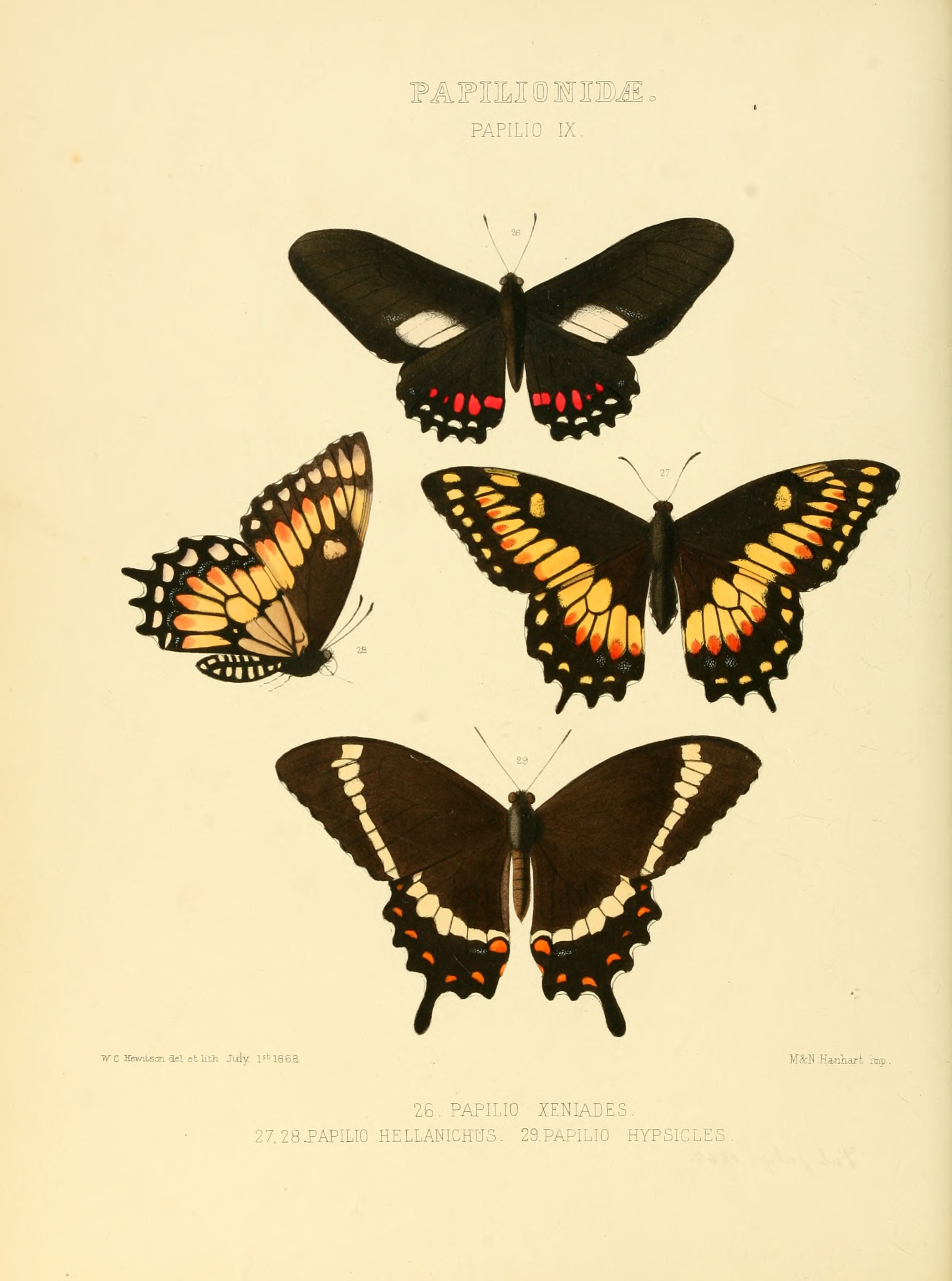
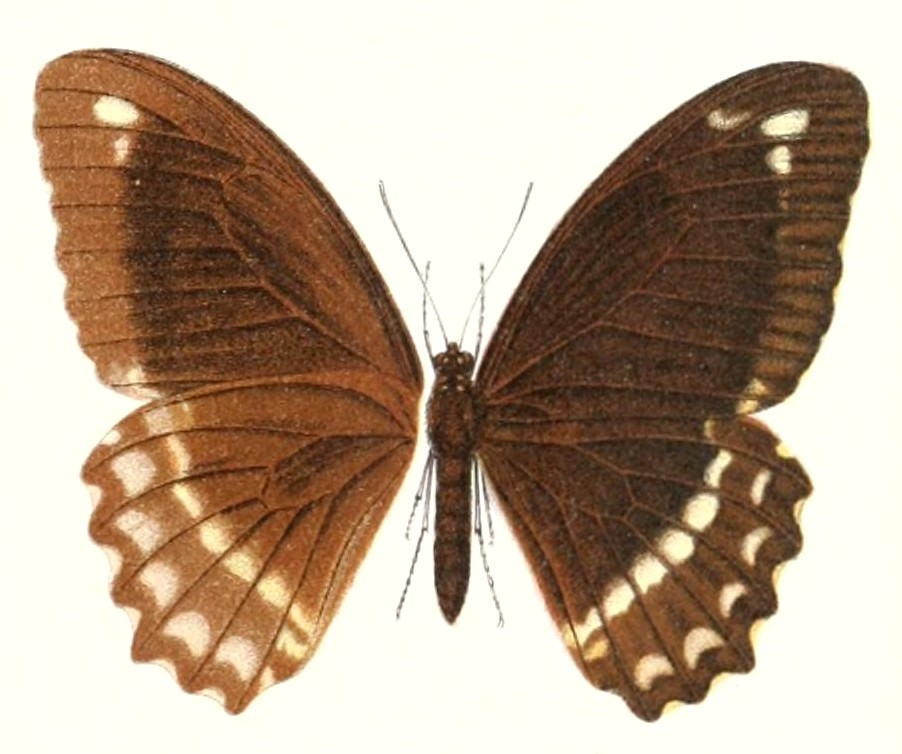
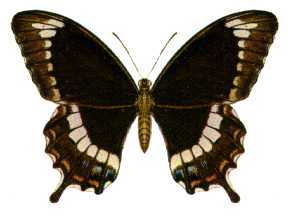